# Филипп д’Артуа (сеньор Конша)
Фили́пп д’Артуа́ (фр. Philippe d'Artois; 1269 — 11 сентября 1298) — сеньор Конша, Нонанкура и Домфрона, сын графа Роберта II д’Артуа и Амиции де Куртене.

## Биография
В битве при Фюрне (20 августа 1297, современная Бельгия) сражался под началом своего отца и был тяжело ранен. Он так и не оправился от ран и умер годом позже, в возрасте 29 лет.
Его преждевременная смерть привела в дальнейшем к юридическому спору, в результате которого графство Артуа перешло к его сестре Маго, а не к его сыну Роберту.

## Брак и дети
Жена: с июля 1280 года Бланка де Дрё (1270—1327), дама де Бри-Комте-Робер, дочь Жана II, герцога Бретани. Они имели пять дочерей и одного сына:
- Маргарита (1285—1311); муж: с 1301 Людовик Французский (1276—1319), граф д’Эврё;
- Роберт III д'Артуа (1287—1342), граф де Бомон-ле-Роже;
- Изабелла (1288 — 12 ноября 1344), монахиня в Пуасси;
- Жанна (1289— после 24 марта 1350); муж: с 1301 Гастон I (1289—1315), граф де Фуа;
- Мария (1291 — 22 января 1365), дама де Мерод; муж: с 1309 Жан I Намюрский (1267—1330), граф Намюра;
- Екатерина[1] (ок.1296 — 1368); муж: с 1320 Жан II де Понтье (ум. 16 января 1340), граф де Понтье и д’Омаль